# BioShock
BioShock é um jogo eletrônico de tiro em primeira pessoa produzido pela Irrational Games (na altura, com o nome 2K Boston) e distribuído pela 2K Games. Foi lançado para as plataformas Microsoft Windows e Xbox 360 em Agosto de 2007; a versão para PlayStation 3, criada pela Irrational, 2K Marin, 2K Australia e Digital Extremes, foi lançada em Outubro de 2008 e a versão para Mac OS X, produzida pela Feral Interactive, em Outubro de 2009. Uma versão portátil também foi produzida pela IG Fun. O conceito para o jogo foi criado por Ken Levine, diretor criativo da Irrational, baseado em ideias do Objectivismo (como descrito por Ayn Rand) enquanto incorpora influências de outros autores como George Orwell. O jogo é considerado um sucessor espiritual da série System Shock, onde muitos da equipe da Irrational, incluindo Levine, já tinham trabalhado.
A história de BioShock decorre em 1960, no qual o jogador controla Jack, depois do seu avião cair no oceano, junto a um terminal batisférico que leva à cidade subaquática de Rapture. Construída pelo magnata Andrew Ryan, a cidade tinha como objectivo inicial ser uma utopia isolada, mas a descoberta do ADAM, um plasmídeo que dá poderes sobre-humanos, fez com que a cidade entrasse em declínio turbulento. Jack tenta encontrar uma maneira de escapar, lutando contra enormes quantidades de inimigos obcecados por ADAM, como os mortíferos Big Daddies, enquanto também se encontra com alguns humanos sãos e através deles acaba eventualmente por aprender mais sobre o passado de Rapture. O jogador, como Jack, consegue derrotar os inimigos com o uso de várias armas, utilizando plasmídeos que lhe dão poderes únicos ou fazendo com que as próprias defesas da cidade se virem contra os seus habitantes. O jogo inclui elementos de survival horror (horror de sobrevivência) e de jogos em role-playing (RPG), dando ao jogador diferentes opções ao confrontar-se com inimigos como disfarçar-se, bem como escolhas morais entre matar ou salvar personagens.
BioShock recebeu aclamação critica e foi particularmente elogiado pela sua história "baseada em moral", o seu ambiente imersivo e cenário único. Considerado um dos melhores jogos de sempre, recebeu diversos prémios de Jogo do Ano de diferentes publicações da especialidade, incluindo da BAFTA, Game Informer, Spike TV e X-Play. Desde o seu lançamento foi editada uma sequela directa, BioShock 2 produzida pela 2K Marin, e um terceiro jogo, BioShock Infinite pela Irrational Games, que está ligado apenas de uma maneira temática aos jogos anteriores.

## Jogabilidade

Um Big Daddy defende uma Little Sister de dois Splicers, enquanto o jogador observa

BioShock é um jogo de tiro em primeira pessoa, com personalizações como em RPGs e elementos de stealth, similar a System Shock 2. O jogador desempenha o papel de Jack, que prossegue o seu caminho por Rapture, usando armas e plasmídeos (alterações genéticas), para conseguir completar objectivos. Por vezes, o jogador pode utilizar tácticas de stealth para evitar ser detectado por câmeras de segurança e por metralhadoras automáticas. Enquanto explora Rapture, o jogador adquire dinheiro, que pode ser usado em máquinas de venda para comprar munições, saúde/energia, entre outros equipamentos adicionais. Também é possível encontrar fragmentos ou peças, que podem ser usadas nas máquinas "U-Invent" para criar novas armas e itens úteis. As câmaras, as metralhadoras, os cofres, fechaduras e as máquinas de venda, podem ser infiltradas nos seus sistemas para criar vantagens ao jogador, como atacar os seus inimigos, revelar o seu conteúdo, permitir entrar em áreas antes bloqueadas, ou permitir ao jogador comprar itens com desconto. Para se infiltrar nos sistemas, o jogador tem de completar um mini-jogo de tempo limitado, similar a Pipe Mania. Cedo durante o jogo é dado ao jogador uma "câmara de pesquisa", que permite a Jack tirar fotografias dos inimigos e com isso analisá-los. Quanto melhor a qualidade delas mais benefícios ela trará. Depois de fazer várias observações sobre um inimigo, o jogador recebe a capacidade de criar mais dano, genes tónicos, e outro bónus ao enfrentar esse tipo de inimigo em confrontos futuros. As "Vita-Chambers", câmaras envidraçadas, são encontradas pelo jogo, mas não podem ser usar directamente. Em vez disso, se Jack morrer, o seu corpo é reconstituído na mais próxima, mantendo todos os seus bens, mas apenas uma parte de toda a sua saúde. Numa atualização feita ao jogo, o jogador tem a opção de desactivar as "Vita-Chambers", assim se Jack morrer, o jogador terá de reiniciar a partir de um jogo previamente salvo.
O jogador pode recolher e atribuir um certo número de plasmídeos e de genes tónicos, que dão a Jack a capacidade de fazer ataques especiais ou outros benefícios, como melhorar e aumentar a saúde ou aumentar as capacidades de infiltração em sistemas. Os plasmídeos "activos" — aqueles que o jogador activa, como os plasmídeos ofensivos — requerem uma quantidade de soro EVE para serem usados de uma maneira similar aos pontos de magia; EVE pode ser reabastecido através de seringas. Estes plasmídeos também alteram a aparência do jogador para reflectir "o sacrifício da sua humanidade". "Tónicos" são plasmídeos passivos que não precisam de EVE para darem benefícios; o jogador só tem direito a ter um número limitado de plasmídeos e tónicos a qualquer momento. Os "tónicos" oferecem benefícios passivos ao jogador. Estes incluem o aumento da força de Jack, o uso mais eficiente de EVE, invisibilidade, maior resistência aos danos ou maior facilidade em hackear sistemas. O jogo também encoraja uma combinação criativa de plasmídeos, armas e o uso do ambiente.
Os plasmídeos podem ser coleccionados em pontos específicos durante a história, mas na maioria das vezes são comprados pelo jogador nos "Gatherer's Gardens", usando o agente mutagénico ADAM retirado das Little Sisters (crianças geneticamente alteradas e mentalmente condicionadas para recuperar ADAM dos cadáveres espalhados por Rapture). Para receber ADAM, o jogador tem de primeiro derrotar o "Big Daddy" — humanos geneticamente melhorados, encarcerados dentro de um escafandro blindado — que acompanha e guarda cada Little Sister. Depois de derrotar o "Big Daddy" o jogador tem de fazer uma escolha moral: ou matar a Little Sister e ganhar mais ADAM, ou salvar a Little Sister e ganhar uma quantidade menor, embora por cada três Little Sisters poupadas é dada ao jogador uma enorme quantidade de ADAM como oferta. Ambas as opções têm as suas vantagens, mas este elemento de conflito moral tem impacto sobre o enredo, e entre outras coisas, sobre a dificuldade do jogo em si.

## Sinopse

### Cenário
BioShock decorre no ano de 1960, na cidade subaquática fictícia de Rapture; o jogador aprende a história da cidade através  das caixas de áudio espalhadas por todo o jogo.
A cidade foi desenhada e construída durante a década de 40 por Andrew Ryan, um magnata de negócios com ideais Objetivistas. Andrew Ryan queria criar uma utopia para a elite da sociedade, de modo a florescer fora do controlo governamental. O progresso científico aumentou consideravelmente, incluindo a descoberta do ADAM, um plasmídeo criado por lesmas marítimas que vivem no chão do oceano; ADAM permite aqueles que o usam alterar o seu ADN, dando-lhes poderes sobre-humanos como telecinésia e pirocinésia.
Apesar da aparente utopia, começaram a aparecer classes distintas, e desse modo, o ex-bandido e empresário Frank Fontaine procurou expandir-se para derrubar Ryan. Fontaine criou rotas de mercado negro com o mundo à superfície, e juntamente com a Dra. Brigid Tenenbaum, criou uma indústria de plasmídeos de baixo custo, ao fazer produção em massa de ADAM, implantando lesmas no estomago de crianças órfãs, conhecidas como as "Little Sisters". Fontaine usou este exército aprimorado pelos plasmídeos para atacar Ryan, mas aparentemente morreu durante a batalha, permitindo a Ryan aproveitar-se dos seus bens, incluindo as Little Sisters. Nos meses que se seguiram, uma segunda figura de nome Atlas, levantou-se para falar com as classes mais baixas, criando ainda mais conflitos. Atlas liderou ataques às fábricas que fabricavam as Little Sisters, e Ryan contra-atacou ao criar os "Big Daddies", humanos melhorados pelos plasmídeos, encarcerados cirurgicamente dentro de enormes fatos de mergulho, psicologicamente alterados para proteger as Little Sisters a tudo o custo. Ryan também criou o seu próprio exército de soldados alterados pelos plasmídeos, os "Splicers". Ryan consegue controlar os "Splicers" com feromonas, espalhadas através do sistema de ventilação de Rapture.
A tensão acabou por ter o seu auge na Véspera de Ano Novo de 1959, quando Atlas ordenou um enorme ataque a Ryan. A batalha trouxe muitas mortes, e alguns dos sobreviventes saudáveis, barricaram-se para se afastarem de tudo. O que antes era uma bela utopia tornou-se numa atopia que aos poucos se vai desmoronando.

### História

A história de BioShock decorre na cidade subaquática de Rapture. Muito do projecto de BioShock baseou-se no movimento Art Deco.

No início do jogo, Jack o personagem do jogador, é um passageiro num avião que se despenha algures no Oceano Atlântico em 1960. Como único sobrevivente, Jack consegue chegar a um farol que hospeda um terminal batisférico que o leva até à cidade de Rapture.
Jack é contactado por Atlas via rádio, e é guiado em segurança fora do alcance dos Splicers. Atlas pede ajuda a Jack para parar Ryan, indicando-o uma batisfera, onde ele diz que está a sua família aprisionada por Ryan. Quando Jack encontra uma Little Sister e o seu Big Daddy, Atlas insta Jack para matar o Big Daddy e a Little Sister para retirar o seu ADAM para si próprio; Dr. Tenenbaum apercebe-se e intercepta Jack antes deste magoar a Little Sister, dizendo-o para poupar a criança, dando-lhe um plasmídeo que força a lesma marítima a sair do corpo da criança. Jack eventualmente consegue chegar à batisfera, mas Ryan consegue destrui-la pouco antes de Jack chegar.
Enraivecido, Atlas direcciona Jack em direcção à mansão de Ryan, lutando pelo caminho contra os seus Splicers e encontrando-se com cidadãos muito dementes. Ultimamente, Jack entra no escritório pessoal de Ryan, onde Ryan já esperava Jack para poderem jogar golfe. Ryan explica-lhe que é seu filho ilegítimo, retirado da sua mãe por Fontaine que o colocou fora do alcance de Ryan na superfície, e geneticamente modificado para envelhecer rapidamente. Jack foi revelado, sem saber, ser um agente adormecido, condicionado a aceitar a frase código, "Would you kindly" (inglês para: Por Gentileza.), o que o forçava a actuar cegamente qualquer instrução que se seguisse aquela frase. Fontaine planeava usar Jack como um trunfo na sua guerra contra Ryan, trazendo-o de volta a Rapture na altura correcta; a genética de Jack permite-lhe aceder aos sistemas, como a batisfera, que Ryan tinha bloqueado há muito tempo atrás. Ryan aceita a sua morte de livre vontade, e usa a condição de Jack para força-lo a mata com o taco de golfe. Depois de matar Ryan, Jack apercebe-se de que a frase chave "Would you kindly" precedeu muitas das ordens de Atlas, e que o próprio Jack é responsável por ter despenhado o avião junto ao terminal batisférico, depois de ter lido uma carta que continha a frase. Atlas contacta Jack, revelando ser Fontaine; sem Ryan, Fontaine toma controlo dos sistemas de Ryan, e deixa Jack a morrer à mercê de drones de segurança largados no escritório de Ryan.[carece de fontes?]
Jack é salvo pela Dra. Tenenbaum e por uma Little Sisters que tinha sido salva previamente. A Dra. Tenenbaum ajuda Jack e remove a sua dependência às respostas condicionadas, incluindo uma que podia ter parado o seu coração. Com a ajuda das Little Sisters, Jack consegue chegar ao esconderijo de Fontaine para enfrentá-lo. Fontaine, encurralado por Jack, injecta em si próprio uma enorme quantidade de ADAM, tornando-se num monstro humanóide. Jack é capaz de acalmar Fontaine durante a luta e drenar o excesso de ADAM quatro vezes, no momento em que as Little Sisters subjugam o corpo de Fontaine para extrair o ADAM, acabando por o matar.[carece de fontes?]
Existem dois finais, dependendo da interação que o jogador teve com as Little Sisters, ambos narrados pela Dra. Tenenbaum. Se o jogador salvou todas as Little Sisters, o fim mostra cinco Little Sisters voltando à superfície com Jack e vivendo a sua vida sob sua protecção, incluindo a sua graduação da universidade, os seus casamentos, e terem crianças; termina com um momento comovente, com um Jack já idoso cercado no seu leito de morte por todas as cinco já adultas.
No caso de mais do que uma Little Sister ter sido morta, o fim mostra Jack controlando as Little Sisters para extrair o ADAM. Tenenbaum narra a história do que aconteceu de um modo triste, condenando Jack pelas suas ações. O fim mostra então um submarino passando junto aos destroços do avião, que de repente é cercado por batisferas cheias de Splicers que atacam a tripulação e tomam controle do submarino. É revelado que o submarino contém mísseis nucleares, e Tenenbaum diz que Jack "roubou os terríveis segredos do mundo".
O tom de voz de Tenenbaum fica mais hostil se o jogador matou todas as Little Sisters.

## Desenvolvimento
Originalmente, BioShock tinha um enredo muito significativamente diferente daquele lançado na versão final; o personagem principal era um "desprogramador de cultos" — uma pessoa encarregue de libertar alguém da influência de um culto, e através de uma reeducação sistemática e intensiva, mentalmente e psicologicamente, reajustá-la para ter de novo uma vida normal. Ken Levine cita um exemplo daquilo que faz um "desprogramador de cultos": "[Existem] pessoas que contratam pessoas para [por exemplo] desprogramar as suas filhas que tiverem uma relação lésbica. Eles raptam-no e reprogramam-no, seria uma pessoa muito escura, e esse seria o [tipo de] personagem que nós éramos." Seria uma história que teria uma natureza mais política, com o personagem a ser contratado por um Senador. Em 2004, na altura em que foi revelado que BioShock estava em produção, a história e o cenário já tinham mudado significativamente. Na altura o jogo tinha lugar num laboratório abandonado Nazi da 2ª Guerra Mundial, que tinha sido recentemente descoberto por cientistas do século XXI. Ao longo das décadas, as experiências genéticas no laboratório formaram gradualmente um ecossistema centrado em torno de três “castas” de criaturas, conhecidas como "drones", "soldados" e "predadores". Esta "ecologia IA" iria eventualmente formar a base dinâmica entre as "Little Sisters", os "Big Daddies" e os "Splicers" no jogo final.
Enquanto que a jogabilidade nesta história era similar àquela que resultou na versão final do jogo, a história teve muitas mudanças, consistente naquilo a que Levine chamou na altura "os princípios da Irrational Games de colocar o design do jogo em primeiro lugar". Levine também fez notar que "nunca tive intenção de colocar dois finais no jogo. Essa ideia já veio muito tarde e foi requerido por alguém acima [hierarquicamente] de mim."
Em resposta a uma questão feita numa entrevista da IGN, sobre o que tinha influenciado a história e o cenário do jogo, Levine disse, "Tenho comigo o inútil diploma em Artes Liberais, e por isso já li sobre Ayn Rand e George Orwell, e todo o género de escritas sobre utopias e distopias do séc. XX, as quais eu considero fascinantes." Levine também revelou o seu interesse na "pesquisa de células estaminais e as consequentes questões morais em seu redor." No que diz respeito às influências artísticas, Levine citou os livros Nineteen Eighty-Four e Logan's Run, que representam sociedades que tinham "ideias realmente interessantes, apenas estragadas pelo facto de que nós afinal somos pessoas."
De acordo com os produtores, BioShock é um sucessor espiritual dos jogos System Shock, e foi produzido pela mesma equipa dessa série. Levine disse entretanto que a sua equipa anda a pensar em fazer outro jogo do mesmo género desde que produziram System Shock 2. Na sua narração de um vídeo, mostrado durante uma conferência de imprensa na E3 de 2006, Levine apontou muitas similaridades entres os dois jogos. Existem muitos elementos na jogabilidade comparáveis: os plasmídeos em BioShock são fornecidos por "EVE hypos" e servem a mesma função que as "Psionic Abilities" fornecidos por "PSI hypos" em System Shock 2; em ambos os jogos, o jogador tem de se confrontar com câmaras de segurança, metralhadoras automáticas e drones robóticos hostis, bem como a habilidade de se infiltrar nos seus sistemas; a conservação de munição é sublinhada como "uma característica chave da jogabilidade"; e por fim as caixas de áudio que contam a história têm o mesmo papel que os email's nos jogos System Shock.
Os "ghosts" (imagens fantasma que mostram incidentes trágicos nos lugares onde ocorreram) de System Shock 2 também existem em BioShock, bem como as modificações nas armas com vários tipos de munição e a possibilidade de fazer pesquisa aos inimigos para aumentar os seus danos. Adicionalmente, em BioShock, Atlas guia o jogador com a ajuda de um rádio, da mesma maneira que Janice Polito o faz em System Shock 2, e os dois sofrem uma reviravolta a meio do jogo. Ambos os jogos também dão ao jogador mais do que um método para completar tarefas.

### Motor de jogo
BioShock usa o motor Unreal Engine 2.5 muito modificado, com alguma da tecnologia de Unreal Engine 3. Em títulos anteriores (incluindo SWAT 4 e SWAT 4: The Stetchkov Syndicate), a Irrational Games usou o seu próprio motor que foi a base para o Unreal Engine 2. Numa entrevista durante a E3, em Maio de 2006, Levine afirmou que em BioShock haverá efeitos de água muito melhorados: "Contratamos um programador de água e um artista de água, apenas para este jogo, e estão a fazer um trabalho fantástico, nunca viste água como aquela." Este melhoramento gráfico foi elogiado pelos críticos, com a GameSpot a dizer, "Seja água imóvel no chão, ou água do mar a entrar com violência depois de uma explosão, irás ficar doido cada vez que a vires." A versão Windows de BioShock pode utilizar as características e conteúdo de Direct3D 10 (DirectX 10), isto se o sistema tiver o hardware e o software necessário, mas também pode utilizar o DirectX 9 sem os efeitos adicionais. Existem algumas diferenças na qualidade de imagem entre as duas API, tais como reflexos adicionais de água e efeitos de partículas macias, mas são muito subtis a partir da perspectiva do jogador.
BioShock também usa o Havok Physics, um motor que melhora a física em jogo, e que integra a física do género "boneco de pano", e assim permitir que os movimentos no ambiente pareçam mais reais. Chris Kline, programador chefe, considera que BioShock é "muito multi-thread" em que os seguintes elementos correm em separado:
- Atualização de simulação (1 thread)
- Atualização de UI (1 thread)
- Renderização (1 thread)
- Físicas (3 threads em Xenon, pelo menos um em PC)
- Atualização do estado de áudio (1 thread)
- Processador de áudio (1 thread)
- Stream de texturas (1 thread)
- Stream de ficheiros (1 thread)

### Banda sonora
BioShock contém música licenciada e original. Existe um total de trinta músicas licenciadas que o jogador pode ouvir através dos vários fonógrafos que tocam música das décadas de 1940 e 1950, como áudio de fundo. A banda sonora original foi composta por Garry Schyman. As suas músicas foram criada para se misturarem bem com a música licenciada, para manter a mesma sensação, enquanto que tenta trazer algo que seja "misterioso, assustador e por vezes lindo" para misturar bem com o ambiente de Rapture.
A 2K Games lançou uma banda sonora orquestral na sua página oficial a 24 de Agosto de 2007. Disponível no formato MP3, a banda sonora — composta por Garry Schyman — contém 12 das 22 faixas do jogo. A versão Limited Edition do jogo contém o The Rapture EP, um CD com remisturas feitas por Moby e Oscar The Punk. As três faixas remisturadas no CD incluem "Beyond the Sea," "God Bless the Child" e "Wild Little Sisters"; as versões originais destas canções estão incluídas no jogo.  A banda sonora de BioShock foi editada num LP em vinil juntamente com a edição especial de BioShock 2.

## Lançamento
BioShock foi lançado a 21 de Agosto de 2007 para Microsoft Windows e Xbox 360. Uma demonstração foi colocada na Xbox Live Marketplace a 12 de Agosto de 2007, enquanto que a versão para PC foi lançada oficialmente em 20 de Agosto de 2007, anunciada durante uma entrevista de Larry Hryb a Ken Levine no seu podcast. A demonstração contém partes do primeiro nível do jogo e inclui uma sequência cinemática de abertura que apresenta o cenário e frases iniciais do enredo, bem como a fase tutorial do jogo. A demonstração também contém algumas diferenças da versão final, como armas e plasmídeos extra, bem como a presença mais cedo de sistemas de seguranças. Estas diferenças foram introduzidas para os jogadores terem acesso às características do jogo completo. Em nove dias, a demonstração de BioShock superou todas as outras demonstrações existentes na Xbox Live e tornou-se na demonstração que mais depressa chegou ao milhão de transferências.
A demonstração para Steam ficou disponível a 20 de Agosto de 2007, um dia antes no lançamento para essa plataforma. A demonstração para PlayStation 3 foi colocada na PlayStation Store a 2 de Outubro de 2008.

### Edição limitada
Seguindo uma petição feita por fãs que queriam uma edição limitada, a Take-Two afirmou que apenas iriam editar uma edição especial para BioShock, se a petição conseguisse 5,000 assinaturas; número que acabou por ser alcançado em pouco mais de cinco horas.
Subsequentemente, foi criada uma votação no site comunitário Cult of Rapture, no qual os visitantes podiam votar naquilo que mais gostariam de ver na edição especial; a 2k Games disse que os produtores iriam ter em muita consideração o resultado desta votação. Para a capa a usar na Edição Limitada, a 2K Games criou um concurso, com o vencedor a ser o chefe da empresa Crystal Clear Art, o designer gráfico Adam Meyer.
A 23 de Abril de 2007, o site Cult of Rapture confirmou que a Limited Collector's Edition iria incluir uma figura de um Big Daddy de 6'(150 mm) (muitos dos quais foram danificados devido a um contentor que caiu, uma iniciativa de substituição começou de seguida), um DVD com o "Making Of" e um CD com a banda sonora. Antes da edição especial ser editada, o CD com a banda sonora foi substituído pelo The Rapture EP.

### Atualizações
A 6 de Setembro de 2007, a versão Xbox 360 de BioShock recebeu uma atualização: "Melhora a estabilidade geral do jogo, especialmente ao ler jogos gravados automaticamente. Também ajusta a maneira como os inimigos usam as estações de saúde e resolve um pequeno erro de áudio durante o menu de leitura." Os utilizadores eram notificados para atualizar automaticamente quando o jogo começava. A atualização foi no entanto criticada por introduzir vários problemas ao jogo, incluindo congelamentos ocasionais, más taxas de cadência e mesmo erros em relação ao áudio. O problema parecia estar relacionado com a cache do jogo, e podia ser corrigido pelo usuário.
A 4 de Dezembro de 2007 foi lançada uma atualização para as versões Windows e Xbox 360, e conteúdo transferível gratuito para a Xbox 360. Para além de corrigir erros no software, a atualização/novo conteúdo introduz uma opção para ter um campo de visão horizontal, novos plasmídeos, uma opção para desligar as "Vita-Chambers", e um "Achievement" adicional na versão Xbox 360 por completar o jogo sem usar as "Vita-Chambers" no Modo Difícil, por conseguinte o jogador tem de completar o jogo na dificuldade mais difícil sem morrer. As "Vita-Chambers" não precisam de ser desligadas para conseguir o "Achievement", e as gravações rápidas ainda podem ser usadas.
Uma atualização para a versão PlayStation 3 foi lançada a 13 de Novembro de 2008, para arranjar alguns problemas gráficos e algumas ocasiões relatadas por jogadores, em que estes eram forçados a desligar a consola. Esta atualização também tinha incluído os modos "Challenge Room" e "New Game Plus".

## Outras versões
Durante uma entrevista em Agosto de 2007, quando perguntado pela possibilidade de haver uma versão para PlayStation 3 de BioShock, Ken Levine afirmou que não havia na altura "nenhuma produção para PS3"; no entanto, em Maio de 2008, a 2K Games confirmou que uma versão do jogo para PlayStation 3 estava a ser produzida pela 2K Marin e que seria editada a 17 de Outubro de 2008. Em Julho de 2008, a 2K Games anunciou uma parceria com a Digital Extremes e disse que a versão PlayStation 3 estava a ser criada pela 2K Marin, 2K Boston, 2K Austrália e a Digital Extremes. Jordan Thomas foi o director da versão para PlayStation 3. Apesar de não haver melhoramentos gráficos em relação ao original da Xbox 360, a versão da consola da Sony oferece uma opção de ecrã amplo com o nome "horizontal plus", introduzido via atualização na versão 360, e os vídeos das cutscenes têm também uma resolução maior do que na versão DVD. Também foi incluído conteúdo exclusivo para PlayStation 3. Uma das adições é o chamado "Survivor Mode," onde os inimigos são mais difíceis, e as "Vita-Chambers" dão menos energia quando usadas, fazendo com que o jogador fique mais criativo antes de se confrontar com os inimigos e ter de se socorrer mais dos plasmídeos menos comuns no jogo. BioShock também suporta Troféus e PlayStation Home. Uma demonstração foi colocada na PlayStation Store a 2 de Outubro de 2008.
Em Fevereiro de 2008, a IG Fun anunciou que conseguiram ficar com os direitos para produzir e publicar uma versão portátil de BioShock. Foi criada uma versão pela 2k China para os aparelhos iOS. Lançada a 27 de Agosto de 2014, a versão inclui estatísticas e tabelas de liderança online e um livro de arte em formato digital, igual ao encontrado no jogo original.

## Recepção

### Resposta critica
BioShock foi amplamente aclamado pela crítica. As principais edições de imprensa elogiaram as qualidades muito imersivas do jogo bem como a sua dimensão política. The Boston Globe descreveu BioShock como "lindo, brutal, um jogo de computador inquietante... um dos melhores em anos," e comparou o jogo a Big Sister Is Watching You, a resposta de Whittaker Chambers ao livro Atlas Shrugged de Ayn Rand. A revista Wired também mencionou a ligação a Ayn Rand (um anagrama parcial de Andrew Ryan) numa reportagem ao jogo, que também incluía uma entrevista a Levine. A análise de The Chicago Sun-Times diz: "Nunca pensei que alguém pudesse criar um videojogo envolvente e divertido baseado na ficção e filosofia de Ayn Rand, mas foi o que essencialmente a 2K Games fez... o raro, videojogo maduro, que consegue fazer com que você pense ao mesmo tempo que joga".
O The Los Angeles Times conclui a análise dizendo, "Sim, é engraçado de jogar, tem um aspecto excelente e é fácil de controlar. Mas também faz algo que nenhum outro jogo fez até à data: faz você realmente sentir." O critico do The New York Times descreveu BioShock como: "inteligente, deslumbrante e ocasionalmente assustador" e acrescentou, "Impulsionado pela sua história provocativa baseada em moralidade, uma direcção de arte soberba e as suas vozes fantásticas, BioShock pode muito bem erguer os seus ombros entre os melhores videojogos já alguma vez feitos."
No GameRankings, BioShock tem uma média de 95.07% para a versão Xbox 360, fazendo dele o quinto melhor jogo classificado para Xbox 360 até à data, atrás de The Orange Box, Grand Theft Auto IV, Mass Effect 2 e The Elder Scrolls V: Skyrim. Na versão PlayStation 3 tem uma média de 93.57%, fazendo dele o nono melhor jogo classificado para PlayStation 3 até à data. No PC tem a media de 94.58%, sendo assim o quinto melhor jogo classificado até à data, atrás de The Orange Box, Portal 2, Half-Life 2 e Mass Effect 2, e o vigésimo primeiro melhor de sempre. BioShock também tem uma media de 96/100 no Metacritic, fazendo dele o melhor jogo para Xbox 360 em 2007. A GameSpy elogiou a "atmosfera sem escape" de BioShock e que "25 horas é muito pouco para um jogo assim tão bom", a Official Xbox Magazine elogiou o "enredo inconcebivelmente bom" e a "fantástica banda sonora e os efeitos de áudio." A jogabilidade e o sistema de combate também foram muito elogiados por serem fluidos e ilimitados, bem como os elementos gráficos, como por exemplo a água, pela sua qualidade.
Também se fez notar que a combinação dos elementos do jogo "mistura tão bem tantas formas de arte e entretenimento que é a melhor demonstração do quão flexível pode ser este meio. Não é apenas mais um shooter embrulhado dentro de um motor de jogo bonito, mas uma história que existe e que se desenvolve dentro do mundo mais convincente, elaborado e artisticamente concebido."
No entanto os críticos também fizeram notar alguns pontos negativos em BioShock. O sistema de recuperação que envolve as "Vita-Chambers," que reanima o jogador que morreu com metade da energia, mas que no entanto não altera a energia dos inimigos, tornando assim possível usar os inimigos através da perseverança pura, foi assim criticado como uma das maiores falhas na jogabilidade. A IGN fez notar que tanto os gráficos como os controlos na versão Xbox 360 eram inferiores à versão PC, sendo que mudar entre os plasmídeos e armas com o rato no PC era mais simples do que no menu de estilo radial na Xbox 360, assim como os gráficos que são um pouco melhores e com maior resolução. O jogo foi descrito como um jogo de tiro na primeira pessoa com elementos de jogos em role-playing, mas dois críticos encontraram exemplos de jogos comparáveis, em que BioShock se torna carente tanto no protagonista como nos desafios que ele enfrenta.
Alguns analistas também notaram que o comportamento de combate dos "Splicers" era pouco diversificado (bem como o comportamento da IA um pouco mal feito) e que as escolhas morais eram muito um clichê "preto no branco" para serem no mínimo interessantes. Outros críticos e ensaístas como Jonathan Blow também disseram que a "escolha moral" que o jogo oferece ao jogador (salvando ou matando as Little Sisters) era falsa porque não tinha um impacto real no jogo, e que em última análise leva o jogador a pensar que as Little Sisters são apenas uma mecânica com pouca importância.

### Prémios
Na E3 de 2006, BioShock recebeu vários prémios "Jogo do Evento" de vários sites da especialidade incluindo a GameSpot, IGN, GameSpy e da GameTrailers o prémio "Vídeo do Ano". BioShock também recebeu o prémio de "Melhor Jogo para Xbox 360" durante a Leipzig Games Convention em 2007.
Depois de ser editado, a Spike TV Video Game Awards seleccionou BioShock como "Jogo do Ano", "Melhor Jogo para Xbox 360" e Melhor Banda Sonora Original", para além de ter sido ainda nomeado para quatro prémios: "Melhor Shooter", "Melhores Gráficos", "Melhor Jogo para PC", "Melhor Banda Sonora". BioShock também ganhou o prémio "Melhor Jogo" nos BAFTA de 2007. A X-Play também o seleccionou para "Jogo do Ano", "Melhor Banda Sonora Original", "Melhor Enredo/História" e "Melhor Direcção de Arte." A revista Game Informer também atribui-lhe o prémio de "Jogo do Ano". Na edição de 2008 dos Interactive Achievement Awards, BioShock foi nomeado para oito categorias, incluindo "Jogo do Ano para Consola" e "Jogo de Acção do Ano", conseguindo no entanto ganhar quatro prémios: "Excelência em Direção de Arte", "Excelência em Composição Musical Original", "Excelência em Criação de História" e "Excelência em Design de Som".
Nos "Melhores de 2007" da IGN, BioShock foi nomeado para "Jogo do Ano", mas ganhou os prémios de "Jogo do Ano para PC", "Melhor Design Artístico" e "Melhor Uso do Som". A GameSpy escolheu-o como o terceiro melhor jogo do ano e deu a BioShock os prémios para "Melhor Som", "Melhor História" e "Melhor Direcção de Arte". A GameSpot premiou-o com "Melhor História", enquanto que a GamePro deu os prémios de "Melhor História", "Melhor Jogo para Xbox 360" e "Melhor Shooter para Um Jogador". Ganhou também os prémios "Melhor Arte Visual", "Melhor Enredo" e "Melhor Áudio" na Game Developers Choice Awards de 2008.
O Guinness World Records premiou BioShock com o prémio "A Demo Mais Popular da Xbox Live" na edição Guinness World Records: Gamer's Edition 2008. BioShock está em primeiro lugar na lista da Game Informer sobre "As Dez Melhores Introduções nos Videojogos". A GamesRadar colocou BioShock em décimo segundo na lista dos melhores jogos de sempre. Em 2011, BioShock foi premiado com o primeiro lugar nos "Top 100 Vídeos de Videojogos" da GameTrailers, por "submergir o espectador no universo BioShock e o seu impacto duradouro". Nos "100 Melhores Videojogos de Sempre" da G4TV, BioShock foi colocado em terceiro. Em Agosto de 2012, a IGN deu ao jogo o primeiro lugar na lista "Top 25 de Jogos Modernos para PC", uma lista que inclui jogos lançados desde 2006. Em Novembro de 2012, a Time colocou-o num dos 100 melhores videojogos de sempre. Em 2010, BioShock foi um dos títulos no livro 1001 Video Games You Must Play Before You Die (pt.:1001 Videojogos Que Tem de Jogar Antes de Morrer).

### Vendas
A versão para Xbox 360 foi o terceiro jogo mais vendido de Agosto de 2007, com 490 900 cópias. O The Wall Street Journal informou que na semana seguinte ao lançamento do jogo, as acções da Take-Two "subiram quase 20%", em resposta às críticas favoráveis que BioShock recebeu. A Take-Two anunciou, que em Junho de 2008, foram editadas 2,2 milhões de cópias de BioShock. A 8 de Junho de 2008, Roy Taylor da Nvidia, anunciou que a versão para PC já tinha vendido mais de um milhão de cópias. De acordo com Strauss Zelnick, da Take-Two, o jogo já tinha vendido cerca de 3 milhões de cópias em Junho de 2009. Em Março de 2010, BioShock já tinha vendido 4 milhões de cópias.

### Reconhecimento artístico
BioShock recebeu muitos elogios pelo seu estilo artístico e pela sua narrativa convincente. No seu livro, Digital Culture: Understanding New Media, Glen Creeber e Royston Martin criaram um caso de estudo e análise critica sobre BioShock e os videojogos como meio artístico. Elogiaram muito o jogo pelos seus visuais, som e a habilidade de conseguir comprometer o jogador dentro da história. Descreveram BioShock como um sinal da "vinda da era" dos videojogos como meio artístico.
Em Fevereiro de 2011, o Instituto Smithsonian anunciou que iria criar uma exposição sobre a arte dos videojogos. Vários jogos foram escolhidos inicialmente e o público podia votar em quais os que mereciam ser exibidos, através de uma eleição na página oficial da exposição. BioShock foi considerado um dos melhores para ser exibido, por causa do seu estatuto como jogo que demonstra o quão artístico este meio pode ser.

### Problemas técnicos e GDD
Desde que BioShock foi lançado, foram encontrados vários problemas, com a maior parte deles relativos à versão Windows. Uma lista dos problemas conhecidos existe actualmente nos fóruns oficiais.[carece de fontes?] Tanto na versão de demonstração como na versão final de BioShock, foi observado que o campo de visão (CDV) usado em ecrã amplo foi ajustado de tal modo que se verificou que havia menos ecrã visível em comparação com o formato 4:3, assim como o efeito de zoom no campo de visão do jogador provocava por vezes desorientação e náusea (particularmente a pessoas que jogavam perto do monitor, como acontece na maior parte das configurações de um PC), criando assim conflito com um produtor, sobre como um ecrã amplo terá de ser tratado.[carece de fontes?] Foi uma decisão de design decidida durante a produção do jogo. Na atualização 1.1, disponível em Dezembro de 2007, a opção "Horizontal FOV Lock" foi adicionada ao menu de opções, que quando desligada permite aos utilizadores com ecrã amplo ter um campo de visão maior, sem cortar a imagem na vertical.

Sobreposição de duas imagens em ecrã amplo e 4:3, demonstrando as diferenças nos campos de visão (áreas vermelhas apenas podem ser vistas em 4:3).

proteção contra cópias, e requer que haja uma ligação à internet para completar a sua instalação. Foi dito que tal foi a causa pelo cancelamento do lançamento do jogo na Austrália a 23 de Agosto de 2007, porque os servidores da 2K Games estavam na altura indisponíveis, e como tal, o jogo só poderia ser usado quando os servidores estivessem de novo online.
Através da SecuROM, os utilizadores estavam limitados a apenas duas ativações do jogo. Os utilizadores no entanto afirmaram que mesmo que desinstalassem o jogo depois de uma reinstalação, teriam mesmo assim de telefonar para a SecuROM para reativar o jogo. O problema ainda ficou agravado pelo facto que no manual do jogo estava um número de telefone incorreto, para além de forçar os clientes fora dos Estados Unidos a fazer chamadas dispendiosas para esse país. Em resposta, a 2K Games e a SecuROM aumentaram o número de ativações para cinco antes do utilizador ter de telefonar de novo. No entanto, como nenhuma informação tinha sido fornecida pela 2K sobre a existência de tais medidas antes do jogo ser lançado, ou mesmo na caixa do jogo em si, muitos clientes continuaram insatisfeitos. Os utilizadores também descobriram que era necessário ativar o jogo para cada utilizador mesmo na mesma máquina, o que foi criticado por alguns como uma tentativa de limitar os direitos dos consumidores. A 2K Games negou ter sido essa a intenção da limitação.[carece de fontes?]
Dois meses depois do lançamento inicial, a 2K tentou aliviar as queixas dos consumidores ao produzir um utilitário de pré-instalação para reembolsar 'espaços' de ativação para o utilizador.
Esta ferramenta no entanto não abrange situações em que o jogo tenha sido instalado num PC que tenha mais do que uma conta de utilizador, apenas trabalha uma vez por PC (ao contrário de ativações que são contadas por cada conta de usuário), nem é capaz de revogar uma ativação se a instalação se tornou inutilizável, por exemplo, por causa de uma falha no disco rígido, tornando essas ativações permanentemente perdidas. A 2K Games mencionou especialmente cada um desses problemas numa secção de Perguntas Frequentes da ferramenta, e afirmaram que, até novas soluções de software tenham sido encontradas para tais situações, eles irão lidar com quaisquer novos pedidos de ativações adicionais que passem o limite de cinco ativações, numa base de caso-a-caso.
A 19 de Junho de 2008, a 2K Games retirou o limite das ativações, permitindo assim aos utilizadores instalar o jogo ilimitadamente. No entanto, a ativação online continua a ser obrigatória.
Cópias existentes de BioShock precisam de acesso à Internet durante a sua instalação assim como alguns arquivos necessários para jogar o jogo que não estão incluídos no disco e que precisam de ser descarregados durante o processo de "AutoPatcher". O "AutoPatcher", apesar do nome, não atualiza BioShock para uma versão mais recente, mas apenas acede à Internet para colocar os ficheiros necessários para completar a instalação da versão 1.0. A desativação desse sistema foi prometido por Ken Levine em Agosto de 2007, depois das vendas a retalho da versão de PC deixarem de ser um problema.
Alertas de antivírus e de detectores de malware, que podem ser ativados pelo software SecuROM, levantaram a questão de que se haveria algum rootkit instalado; tal foi negado pela 2K Games. No entanto, ao desinstalar BioShock não são removidos os ficheiros instalados pelo SecuROM.
BioShock também foi criticado por não suportar placas de vídeo pixel shader 2.0b (como a Radeon X800/X850), que na altura, em 2004-2005, eram consideradas placas de vídeo de ponta, e que na altura do lançamento de BioShock, eram usadas por cerca de 24% do hardware consultado pela plataforma Steam da Valve. Foram feitos vários esforços pelos utilizadores para ser criada uma versão compatível com pixel shader 2.0b – e que acabou por trazer algum sucesso, apesar da 2K Games não ter feito comentários sobre a possibilidade de no futuro ser lançada uma atualização oficial para suportar pixel shader 2.0.

## Média relacionada

### Média impressa
BioShock: Breaking the Mold, um livro com a arte desenhada do jogo, foi editada pela 2K Games a 13 de Agosto de 2007. Está disponível tanto em resolução alta como baixa, no formato PDF a partir da página oficial da 2K Games. Até Outubro de 2007 a 2K Games estava a enviar uma versão impressa do livro para os possuidores da Collector's Edition, para quem a figura do Big Daddy estava danificada, em compensação pelo tempo que demorou a substitui-los. A 31 de Outubro de 2008, os vencedores do concurso "Breaking the Mold: Developers Edition Artbook Cover Contest" foram anunciados no cultofrapture.com.
Um romance com o título BioShock: Rapture escrito por John Shirley, foi publicado em 19 de Julho de 2011. BioShock: Rapture relata os detalhes da construção de Rapture e os eventos que levaram ao seu falecimento. O livro segue a história de vários personagens de BioShock.

### Sequelas
Em resposta às grandes vendas do jogo e à sua aclamação critica, Strauss Zelnick da Take-Two, numa conferência dirigida aos analistas, revelou que a companhia estava considerando fazer do jogo parte de uma série. Também especulou que os jogos seguintes teriam o mesmo período de desenvolvimento que os da série Grand Theft Auto, com um novo lançamento em cada dois ou três anos. Christoph Hartmann, presidente da 2K, disse que BioShock poderia ter cinco sequelas, comparando a série aos filmes Star Wars.
Em Março de 2008, a Take-Two Interactive anunciou oficialmente que BioShock 2 estava a ser produzido pela 2K Marin. Numa entrevista dada em Agosto de 2008, Ken Levine mencionou que a 2K Boston não estava envolvida na produção porque queriam "dar um outro salto" e tentar trazer algo "muito, muito diferente". BioShock 3 também foi na altura anunciado, com o seu lançamento ser projetado para coincidir com o filme de BioShock.
A primeira informação sobre a sequela de BioShock, apareceu sobre a forma de um pequeno vídeo para PlayStation 3 com o nome "BioShock 2: Sea of Dreams", apesar de mais tarde o subtítulo ter sido eliminado. O vídeo usa a versão The Pied Pipers de "Dream", da mesma maneira que a banda sonora do primeiro BioShock usa as canções da Great American Songbook. A 2K disse que o jogo "é parte de uma prequela e ao mesmo tempo uma sequela." Em BioShock 2, o jogador assume o papel do Subject Delta, o percursor dos Big Daddies, que anda em Rapture à procura de Eleanor, a sua Little Sister. BioShock 2 foi lançado para Windows, Mac, Xbox 360 e PlayStation 3 a 9 de Fevereiro de 2010.[carece de fontes?]
BioShock Infinite, produzido pela Irrational Games, foi editado em Março de 2013 e partilha o nome bem como outros aspectos e conceitos da jogabilidade com BioShock. BioShock Infinite não é nem sequela ou prequela da história, em vez disso a ação tem lugar na cidade aérea de Columbia no ano de 1912, em que o jogador assume o papel do ex-agente da Pinkerton, Booker DeWitt, na sua tentativa de salvar uma mulher, Elizabeth, da distopia em que a cidade se tornou. Infinite envolve a possibilidade de múltiplos universos, e numa cena do jogo, como parte da sua exploração, a ação decorre num farol e no batisfério de Rapture, apesar de não ser dada nenhuma relação canônica direta.
Em Dezembro de 2019, a 2K Games anunciou que está desenvolvendo um novo jogo da franquia.

### Filme cancelado
Depois do lançamento do jogo começaram a aparecer rumores dentro da indústria cinematográfica sobre uma possível adaptação para um filme de BioShock, utilizando técnicas de cinema como a tela verde (vista no filme 300), para recriar o ambiente de Rapture. A 9 de Maio de 2008, a Take-Two anunciou um negócio com a Universal Studios para produzir um filme de BioShock, realizado por Gore Verbinski e escrito por John Logan. O filme devia ter sido lançado em 2010 mas foi colocado em espera por causa de problemas de orçamento. Em Agosto de 2009 foi revelado que Verbinski tinha abandonado o projecto, devido à decisão do estúdio de querer filmar no exterior por forma a manter o orçamento sob controlo. Verbinski supostamente sentiu que isso teria prejudicado o seu trabalho em Rango. Juan Carlos Fresnadillo esteve em conversação para dirigir o filme com Verbinski como produtor.
Em Janeiro de 2010 o projecto esteve em fase de pré-produção, com o realizador Juan Carlos Fresnadillo e Braden Lynch, um actor de voz de BioShock 2, ambos a trabalharem no filme. Em Julho o filme começa a criar problemas de orçamento com o produtor Gore Verbinski a afirmar que estavam a trabalhar para os resolver. Também disse que o filme teria uma classificação “adulta”. Ken Levine, durante uma entrevista a 30 de Agosto de 2010, disse: "Posso dizer que ainda é uma coisa que está activa e é algo em que estamos activamente falando e trabalhando." Verbinski disse mais tarde que estavam a tentar manter a classificação “adulta”, e que foram incapazes de encontrar qualquer estúdio que apoiasse esse esforço, colocando o futuro do filme em perigo.
Ken Levine confirmou em Março de 2013 que o filme tinha sido oficialmente cancelado. Levine disse que ao contrário daquilo que o estúdio esperava, o filme Watchmen de 2009 não foi muito bem recebido, e por isso havia muitas preocupações sobre os $200 milhões de orçamento que Verbinski tinha para o filme de BioShock. Foi perguntado a Verbinski para considerar fazer o filme com um orçamento de $80 milhões, mas Verbinski não quis aceitar. A Universal subsequentemente tentou contratar um novo realizador para trabalhar com um orçamento menor, mas, no entanto, Levine e a 2K Games sentiram que tal não seria uma boa opção. A Universal deu a Levine a decisão de acabar com o projecto, decisão que ele tomou, acreditando que o filme não iria trabalhar com o atual conjunto de compromissos que teriam de fazer.